# کورینا موراریو
 کورینا موراریو (انگلیسی: Corina Morariu؛ زاده ۲۶ ژانویهٔ ۱۹۷۸) یک تنیس‌باز اهل ایالات متحده آمریکا است.